# Libusb
libusb ist eine in C geschriebene Programmbibliothek zum Schreiben und Lesen von USB-Geräten. Dabei kommt libusb unter Linux ohne eigene Kernelmodule aus. libusb ist zurzeit für Linux, BSD und macOS verfügbar. Außerdem existiert mit libusb-win32 eine Portierung auf Windows-Systeme. Die Bibliothek libusb wird unter anderem von SANE, dem Linux Scanner Projekt, benutzt.
Das jetzt als libusb bezeichnete Projekt wurde im April 2012 als libusbx geforkt und im Januar 2014 wieder in libusb umbenannt. Der Fork war in der Community und mit dem Maintainer nicht abgesprochen.